# Geschwader
Als Geschwader (von französisch escadre und italienisch squadra, deutsch „Gevierthaufen“) bezeichnet man militärische Verbände bei Marine und Luftwaffe.

## Geschichte
Als Geschwader wurden ursprünglich Kavallerieformationen (Eskadron) bezeichnet. Seit dem 17. Jahrhundert fand der Begriff als Synonym für Flotte oder Teilflotte Verwendung. Eine entscheidende Voraussetzung für die Anwendung des Geschwaderprinzips bildete der gegen Ende des 19. Jahrhunderts allgemein durchgesetzte Bau einer größeren Anzahl relativ gleichwertiger Kriegsschiffe einer Klasse (Typen- bzw. Serienbau).

## Seestreitkräfte
In der Kaiserlichen Marine war das Geschwader die Grundgliederung für die Großkampfschiffe, in der Regel Linienschiffe, Schlachtschiffe oder Kreuzer. Je zwei aus Großkampfschiffen eines Typs bestehende Divisionen bildeten ein Geschwader, mehrere Geschwader die Flotte.
In Frankreich und Italien heißt der deutsche Dienstgrad Vizeadmiral noch heute Vice-Amiral d’Escadre beziehungsweise Ammiraglio di Squadra (wörtlich: „Geschwaderadmiral“).
Bei der Deutschen Marine ist ein Geschwader in Anlehnung an das angloamerikanische System eine Zusammenfassung von mehreren gleichartigen Kriegsschiffen zu einem Kampfverband auf Regiments- oder Bataillonsebene. Auch für einen Einsatz zeitweilig zusammengestellte Verbände aus verschiedenen Einheiten werden im allgemeinen Sprachgebrauch als Geschwader bezeichnet. Marinefliegergeschwader entsprechen im Wesentlichen den Geschwadern der Luftwaffe.

## Luftstreitkräfte
Im deutschen Sprachraum wurde der Begriff Geschwader als Organisationseinheit von Luftstreitkräften während des Ersten Weltkrieges eingeführt. Bei den Bezeichnungen wird meist die jeweilige Aufgabenbezeichnung vorangestellt, gefolgt von einer Nummerierung. Meist gibt es auch entsprechende Kürzel, Beispiel: Jagdbombergeschwader 32 (JaboG 32).
Die Gliederung der Geschwader den deutschen Luftstreitkräften ist generell nicht auf die Luftstreitkräfte anderer Nationen übertragbar, da unterschiedliche Führungsphilosophien sich in zahlreichen Variationen der Strukturen abbilden.
In den deutschen Luftstreitkräften gab es u. a. Geschwadertypen für folgende Rollen:
| Rolle                                       | Zeitraum                                                                       | Aufgabe                                            | Bemerkung |
| ------------------------------------------- | ------------------------------------------------------------------------------ | -------------------------------------------------- | --- |
| Aufklärungsgeschwader                       | Luftwaffe (Wehrmacht), Luftwaffe (Bundeswehr)                                  | Luftaufklärung                                     | jahrzehntelang reine Fotoaufklärung, heute auch elektronische Aufklärung |
| Bombengeschwader                            | Fliegertruppe (Deutsches Reich)                                                | Taktischer Bodenangriff                            | |
| Fliegerzielgeschwader/Fl.Ziel-Gesch.        | Luftwaffe (Wehrmacht)                                                          | Zielschlepp                                        | |
| Flugzeugüberführungsgeschwader/Fl.Ü.G.      | Luftwaffe (Wehrmacht)                                                          |                                                    | |
| Fliegerverbindungsgeschwader/Fl.Verb.Gesch. | Luftwaffe (Wehrmacht)                                                          |                                                    | |
| Hubschraubertransportgeschwader/HTG         | Luftwaffe (Bundeswehr)                                                         | Lufttransport                                      | |
| Hubschraubergeschwader/HSG                  | Luftwaffe (Bundeswehr)                                                         | Lufttransport, Combat Search and Rescue (CSAR)     | |
| Jagdfliegergeschwader/JG                    | NVA (DDR)                                                                      | Luftkampf                                          | |
| Jagdgeschwader/JaGe, JG                     | Fliegertruppe (Deutsches Reich), Luftwaffe (Wehrmacht), Luftwaffe (Bundeswehr) | Luftkampf                                          | bis zur Einführung der F-86K Anfang der 1960er Jahre reine Tag-Jagdgeschwader, mit Zulauf der F-86K Allwetter-Jagdgeschwader |
| Jagdbombenfliegergeschwader/JBG             | NVA (DDR)                                                                      | Taktischer Bodenangriff                            | |
| Jagdbombergeschwader/JaboG                  | Luftwaffe (Bundeswehr)                                                         | Taktischer Bodenangriff                            | |
| Kampfgeschwader/KG                          | Fliegertruppe (Deutsches Reich), Luftwaffe (Wehrmacht)                         | Taktischer Bodenangriff                            | de facto mit zweimotorigen Bombern ausgerüstete Bombergeschwader |
| Lehrgeschwader/LG                           | Luftwaffe (Wehrmacht)                                                          | Einsatzbeurteilung von Luftfahrzeugen              | oft auch in Kampfeinsätzen gewonnen |
| Leichtes Kampfgeschwader/LeKG               | Luftwaffe (Bundeswehr)                                                         | Taktischer Bodenangriff                            | Luftnahunterstützung |
| Lufttransportgeschwader/LTG                 | Luftwaffe (Bundeswehr)                                                         | Taktischer Lufttransport                           | |
| Luftunterstützungsgeschwader                | Bundesheer (Österreich)                                                        | Taktischer Lufttransport                           | |
| Marinefliegergeschwader/MFG                 | NVA (DDR), Deutsche Marine                                                     | diverse                                            | Einsatzrollen bei MFGs erschließen sich nicht aus der Bezeichnung: Die NVA betrieb das mit Jagdbombern ausgerüstete MFG 28 und auch die Bundesmarine betrieb zwei Jagdbomberverbände. Heute betreibt die Deutsche Marine nur noch Seefernaufklärer und Hubschrauber. |
| Marinejagdgeschwader                        | Fliegertruppe (Deutsches Reich)                                                | Luftkampf                                          | |
| Nachtjagdgeschwader/NJG                     | Luftwaffe (Wehrmacht)                                                          | Nachtjagd                                          | |
| Schlachtgeschwader/SG und Sch.G             | Luftwaffe (Wehrmacht)                                                          | Taktischer Bodenangriff                            | Luftnahunterstützung, aus Sturzkampfgeschwadern hervorgegangen |
| Schnellkampfgeschwader/SKG                  | Luftwaffe (Wehrmacht)                                                          | Taktischer Bodenangriff                            | |
| Sturzkampfgeschwader/St.G                   | Luftwaffe (Wehrmacht)                                                          | Taktischer Bodenangriff                            | Luftnahunterstützung |
| Taktisches Luftwaffengeschwader             | Luftwaffe (Bundeswehr)                                                         | Luftaufklärung, Luftkampf, Taktischer Bodenangriff | „Mehrrollen-Geschwader“ |
| Transporthubschraubergeschwader/THG         | NVA (DDR)                                                                      | Lufttransport                                      | |
| Überwachungsgeschwader                      | Bundesheer (Österreich)                                                        | Luftkampf                                          | de facto Jagdgeschwader |
| Zerstörergeschwader/ZG                      | Luftwaffe (Wehrmacht)                                                          | Luftkampf                                          | de facto mit zweimotorigen schweren Jägern ausgerüstete Jagdgeschwader |

Anmerkung: Strategische Einheiten gibt es im deutschen Sprachraum praktisch keine. Eine Ausnahme bildet am ehesten noch die Transport- und Luftbetankungs-Staffel der deutschen Flugbereitschaft (1. LTStff/FlBschft BMVg).

### Luftstreitkräfte im Deutschen (Kaiser-)Reich
Bereits während des Ersten Weltkriegs wurden in den deutschen Luftstreitkräften die ersten Geschwaderformationen, bestehend aus jeweils mehreren Staffeln, aufgestellt. Bis Kriegsende entstanden:
- acht „Bombengeschwader der Obersten Heeresleitung“ (Bogohl), bis April 1917 „Kampfgeschwader der Obersten Heeresleitung“ (Kagohl)
- vier Jagdgeschwader (JaGe) und ein Marinejagdgeschwader.

### Luftwaffe der Wehrmacht
In der Luftwaffe der Wehrmacht bestand ein Geschwader aus drei bis vier Gruppen zu je 27 Flugzeugen und den Gruppenstäben und dem Geschwaderstab.

### Luftstreitkräfte der NVA
In den Luftstreitkräften der NVA bestand ein Jagdfliegergeschwader in der Regel aus der Geschwaderführung, mit dem Kommandeur an der Spitze, den Stellvertretern sowie:
- Geschwaderstab
- der Fliegerkette des Geschwaderkommandeurs mit Geschwadersteuermann, Stellvertreter des Kommandeurs für fliegerische Ausbildung, für politische Arbeit (Politoffizier), Fluginspekteur und Leiter Luftschießen/Lufttaktik
- drei Staffeln zu je 12 Jagdflugzeugen oder Jagdbombern bzw. drei bis vier Ketten
- einer Kontroll- und Reparaturstaffel (KRS)
- der Flugplatzbasis
- dem Fliegertechnischen Bataillon x (FTB-x)
- dem Feldflugplatzkommando
- und dem Nachrichten- und Flugsicherungsbataillon x (NFB-x).

Die Jagdfliegerstaffeln waren einem Bataillon gleichgestellt, wurden von aktiven Fliegern im Dienstgrad Major oder Oberstleutnant aus der Dienstgradgruppe der Stabsoffiziere kommandiert und bestanden aus je drei Fliegerketten. Den Staffelkommandeuren oder Staffelführerern war auch das technische Personal unterstellt. Eine Besonderheit war, dass die Luftfahrzeuge nicht den Flugzeugführern, sondern den Technikern fest zugeteilt waren. Die Kontroll- und Reparaturstaffel war ebenfalls einem Bataillon gleichgestellt, die Kommandeure stammten meist aus dem Fachbereich Triebwerk/Zelle. Sie war etwa seit Mitte der 1970er Jahre in vier, später fünf Kontroll- und Reparaturgruppen (KRG) unterteilt, die für je ein oder zwei verwandte Fachgebiete zuständig waren.
Das fliegende Personal bestand ausschließlich aus Berufssoldaten, das technische Personal aus Berufssoldaten (Offiziere, Fähnriche und Berufsunteroffiziere) sowie Zeitsoldaten in Unteroffiziersrängen.
Die Dienststellung des Geschwaderkommandeurs war mit der in der Luftwaffe der Wehrmacht und der Bundeswehr verwendeten Funktionsbezeichnung Kommodore vergleichbar.

### Luftstreitkräfte der Bundeswehr
Die Luftwaffe bezeichnet die fliegenden Verbände als Fliegergeschwader und die Flugabwehrverbände als Flugabwehrraketengeschwader. Hierarchisch sind sie dem Schiffsgeschwader der Deutschen Marine und dem Regiment des Heeres vergleichbar.
Die Funktionsbezeichnung für den kommandierenden Offizier eines Fliegergeschwaders (im amerikanisch-englischen Sprachraum wing, im britisch-englischen Sprachraum group) ist Kommodore im Rang eines Oberst oder Kapitäns zur See. Die Luftwaffe verfügt derzeit über Taktische Luftwaffengeschwader, Lufttransportgeschwader und Hubschraubergeschwader. Die Marine besitzt derzeit zwei Marinefliegergeschwader. Die Heeresflieger bezeichnen ihre fliegenden Verbände als Regimenter.
Zum Bestand eines Fliegergeschwaders der Luftwaffe gehören in der Regel:
- die Fliegende Gruppe (FlgGrp)
- die Technische Gruppe (TGrp)
- die Fliegerhorstgruppe (aufgelöst)

#### Fliegende Gruppe
Zur Fliegenden Gruppe gehören die fliegenden Staffeln sowie die Flugbetriebsstaffel, die u. a. aus dem Flugsicherungszug mit Platz- und Anflugkontrolldienst und Flugberatung, der Fliegerhorstfeuerwehr, dem Fernmeldezentrum, dem Elektronikunterstützungszug sowie dem Fernmeldeelektronikzug besteht.

#### Technische Gruppe
Die Technische Gruppe ist für die Bereitstellung der Luftfahrzeuge durch Instandhaltung und Instandsetzung zuständig. Zusätzlich werden hier logistische Aufgaben wahrgenommen. Eine Ausnahme von dieser grundsätzlichen Gliederung stellt das Taktische Luftwaffengeschwader 33 mit einer Fliegerhorstgruppe (für Sicherungs- und Transportaufgaben) dar.

#### Besonderheiten
In Auslandseinsätzen und Übungen werden Strukturen aufgestellt, die sich an den jeweiligen Rahmenbedingungen (zum Beispiel Anzahl der Waffensysteme, geforderte logistische Unterstützung, erforderlicher Objektschutz usw.) orientieren.
Beispiele für bisherige Einsatzgeschwader der Bundeswehr sind:
- Einsatzgeschwader 1 der Luftwaffe in Piacenza (Italien) (1995 bis 2001): Tornado-Verband (Aufklärer und ECR) im Rahmen diverser Operationen (unter anderem IFOR, SFOR, KFOR)
- Einsatzgeschwader 2 der Luftwaffe (2003/2004) in Kabul (Afghanistan): logistische Unterstützung (Passagier- und Frachtumschlag am Flugplatz Kabul zur Unterstützung von ISAF und OEF), Sicherstellung/Unterstützung des Flugbetriebs (unter anderem durch Flugverkehrskontrolle), Baumaßnahmen
- Einsatzgeschwader Termez in Termiz (Usbekistan) (2004 bis 2008): streitkräftegemeinsamer Lufttransportverband mit CH-53 und C-160 zur Unterstützung deutscher Kräfte in Afghanistan
- Einsatzgeschwader Mazar-e Sharif: streitkräftegemeinsamer gemischter Verband aus CH-53, Transall C-160 und Aufklärungs-Tornados in einem Einsatzgebiet. Dies ist das bisher größte Einsatzgeschwader der Bundeswehr. Es erfolgte eine Gliederung in drei Gruppen. Der Kommandeur der Einsatzgruppe (EinsGrp), ein Oberstleutnant, führt die Luftaufklärungs-, MedEvac- und Lufttransportkräfte. Zudem stellt er die Luftraumüberwachung sowie die Unterstützung für die Flugsicherung und die Organisation des Flugbetriebs sicher.[2] Der Kommandeur der Einsatzunterstützungsgruppe ist für Logistik und die technische Verfügbarkeit der Luftfahrzeuge verantwortlich. Aufgrund der Bedrohungslage untersteht dem Kommodore zusätzlich die Objektschutzgruppe, unter anderem mit Infanteriekräften und Kampfmittelbeseitigern.[3]

#### Flugabwehrraketengeschwader
Das einzig verbliebene Flugabwehrraketengeschwader 1 (FlaRakG 1) der Luftwaffe gliedert sich in drei Flugabwehrraketengruppen (FlaRakGrp) mit den Unterstützungs- und Kampfstaffeln.